# Hank Biasatti
Arcado Biasatti, detto Hank (Beano, 14 gennaio 1922 – Dearborn, 20 aprile 1996), è stato un cestista e giocatore di baseball italiano naturalizzato canadese, professionista nella BAA, nella ABL e nella MBL.
Biasatti è il primo giocatore straniero a giocare in NBA.

## Carriera
Venne selezionato dai Boston Celtics nel Draft BAA 1947.